# 印尼虹銀漢魚
印尼虹銀漢魚，為輻鰭魚綱銀漢魚目虹銀漢魚科的其中一種，分布於印尼Batanta島淡水流域，為熱帶魚類，體長可達8.7公分，棲息水質清澈、流動的溪流，生活習性不明。

## 擴展閱讀
維基物種上的相關：印尼虹銀漢魚